# Titanopodus mendozensis
Titanopodus mendozensis son huellas producidas por dinosaurios saurópodos. Científicamente se consideran un  icnotaxón del Cretácico Superior descubiertas en estratos de la Formación Loncoche, Cretácico Superior de la Provincia de Mendoza, Argentina). Estas huellas fósiles (icnitas) fueron descubiertas por el paleontólogo mendocino Bernardo Javier González Riga, y luego publicadas mediante diferentes estudios. Actualmente siguen siendo objeto de estudios y programas de preservación. Los estudios son liderados por la Lic. Maria Belen Tomaselli y el equipo del Laboratorio y Museo de Dinosaurios de la Universidad Nacional de Cuyo, dirigido por González Riga. Los programas de preservación se enfocan en la preservación del sector como Parque Cretácico Huellas de Dinosaurios de Malargue, el aun no esta abierto al público. Las huellas fueron producidas por saurópodos titanosaurios de 10 a 13 metros de longitud, los que se desplazaban en manadas hace 72 millones de años sobre llanuras deltaicas. Estos ambientes litorales se vinculan con una ingresión marina procedente del Atántico que cubrió el norte de la Patagonia y llegó hasta el sur de Mendoza, cerca de la actual Cordillera de los Andes.
Estudios posteriores permitieron estimar el tamaño de los dinosaurios productores de estas huellas y la velocidad de desplazamiento, entre 4-7 y 4-9 kilómetros por hora. Titanopodus mendozensis constituye un excelente caso para estudiar el estilo de locomoción de los titanosaurios, caracterizados por una rastrillada "ancha", donde las huellas izquierda y derecha se encuentran muy separadas de la línea media.